# Boalia Upazila
Boalia Upazila är ett underdistrikt i Bangladesh. Det ligger i den västra delen av landet, 200 km väster om huvudstaden Dhaka.
Trakten runt Boalia Upazila består till största delen av jordbruksmark. Runt Boalia Upazila är det mycket tätbefolkat, med 2 711 invånare per kvadratkilometer.